# Elís saga og Rósamundu
Elís saga og Rósamundu es una de las sagas caballerescas. Es una traducción en nórdico antiguo de la canción de gesta francesa Élie de Saint Gille, obra del Abad Roberto y fechada hacia el siglo XIII. Fue una de las obras encomendadas por Haakon IV de Noruega para su traducción, posiblemente por ambición personal y acercar la corte de Noruega a las principales realezas del continente, algo que sin duda consiguió y que está atestiguado en la biografía real escrita por Sturla Þórðarson poco después de su fallecimiento.